# 昭觉县
昭觉县是中华人民共和国四川省凉山彝族自治州中部下辖的一个县。
彝文全称“利木昭觉”（羅馬化：Lipmu Juojjop），意为“罗罗斯宣慰司宣慰使家放牧的大草坝” 。

## 历史沿革
昭觉位于昭觉河及美姑河流域的大凉山腹地，清朝绿营建昌镇中营在乾隆年间于今昭觉河及三湾河交汇处设交脚汛，并建有城墙。清中期实施改土归流后当地土司势力孱弱，被当地黑彝武装组织控制。外人难以进入，被西方人称为“独立倮倮”。1851年阿侯家起事，交脚汛城被毁，之后复建的新城亦被焚毁。1908年英国人布鲁克（清廷称卜乐克）在牛牛坝考察时被害，造成中英外交纠纷。清宣统二年因布鲁克事件影响，正式在交脚汛建立昭觉县，系“交脚”雅化为“昭之觉醒”之意。
民国六年（1917年）昭觉彝人乘乱起事，焚烧县署，占据县城，城内汉族居民全被焚抢杀害。从此，昭觉县官多驻西昌大兴场，不敢到昭觉视事，称“遥领县务”长达十余年。至1930年6月，川军24军军长刘文辉命令邓秀廷回乡办理西昌和昭觉彝务，邓带汉兵一个团及彝兵16个大队从西昌出发，先向倮米家哈研、加花、汝鲁支及尔欧家火祖支彝族进攻，烧毁寨庄三座。继而向昭觉的烂坝、四开、好谷、尔舞、附城等处进兵，大小51个彝族家支战败，击杀剽悍黑彝奴隶主百余人。战事结果：黑彝头人轮流到西昌坐质，并赔白银一万多两，将临近汉区的马家家支500多户白彝、奴隶编入“四十八甲”由靖边司令部管理。至此，在邓秀廷的主持下，昭觉县府复立。

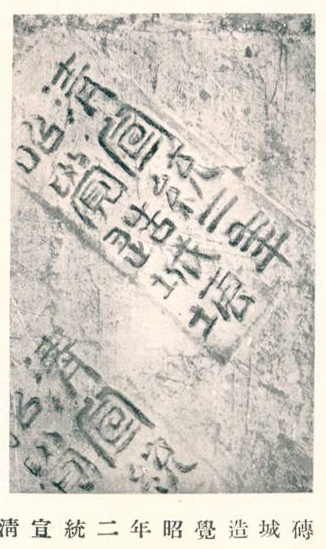
宣統二年昭覺造城磚
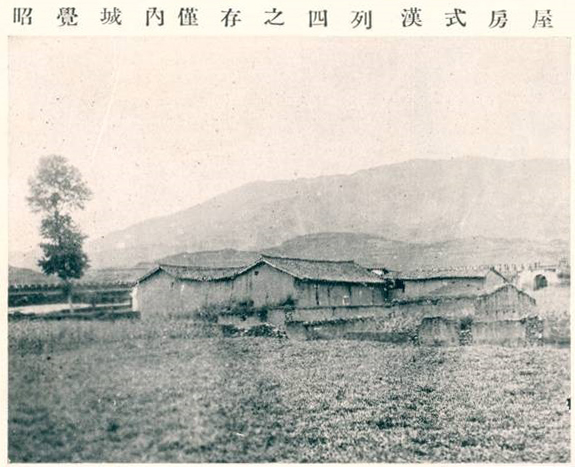
昭覺城內僅存之四列漢式房屋
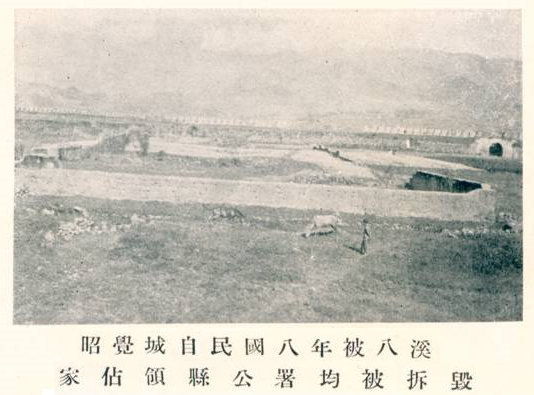
昭覺城自民國八年被八溪家佔領縣公署均被拆毀

1950年4月西昌战役后，解放军62军一部与国军在尼地乡发生战斗。4月6日，在西昌军管会派出罗正洪、毛筠如的敦促下，国民党27军副军长岭光电率军部400余名官兵宣布投诚，昭觉解放。战斗地点后来改名解放沟乡，2021年1月12日与碗厂乡、尼地乡合并为解放沟镇。
1950年设西康省西昌专区，治所在西昌县。1951年4月，昭觉彝族自治县人民政府成立，隶属西昌专区。1952年将西昌专区东部昭觉、普格、普雄、喜德、金阳、布拖、美姑7县50多万人口的地区划出，另设西康省凉山彝族自治区，治所在昭觉县。
1955年，西康省撤销，改西昌专区为西昌地区，治所设于西昌县城关镇；改凉山彝族自治区为凉山彝族自治州，州府驻昭觉县，同属四川省管辖。
1978年，西昌地区与凉山彝族自治州合并，统归凉山州管辖，州府由昭觉县迁西昌市。

## 行政区划

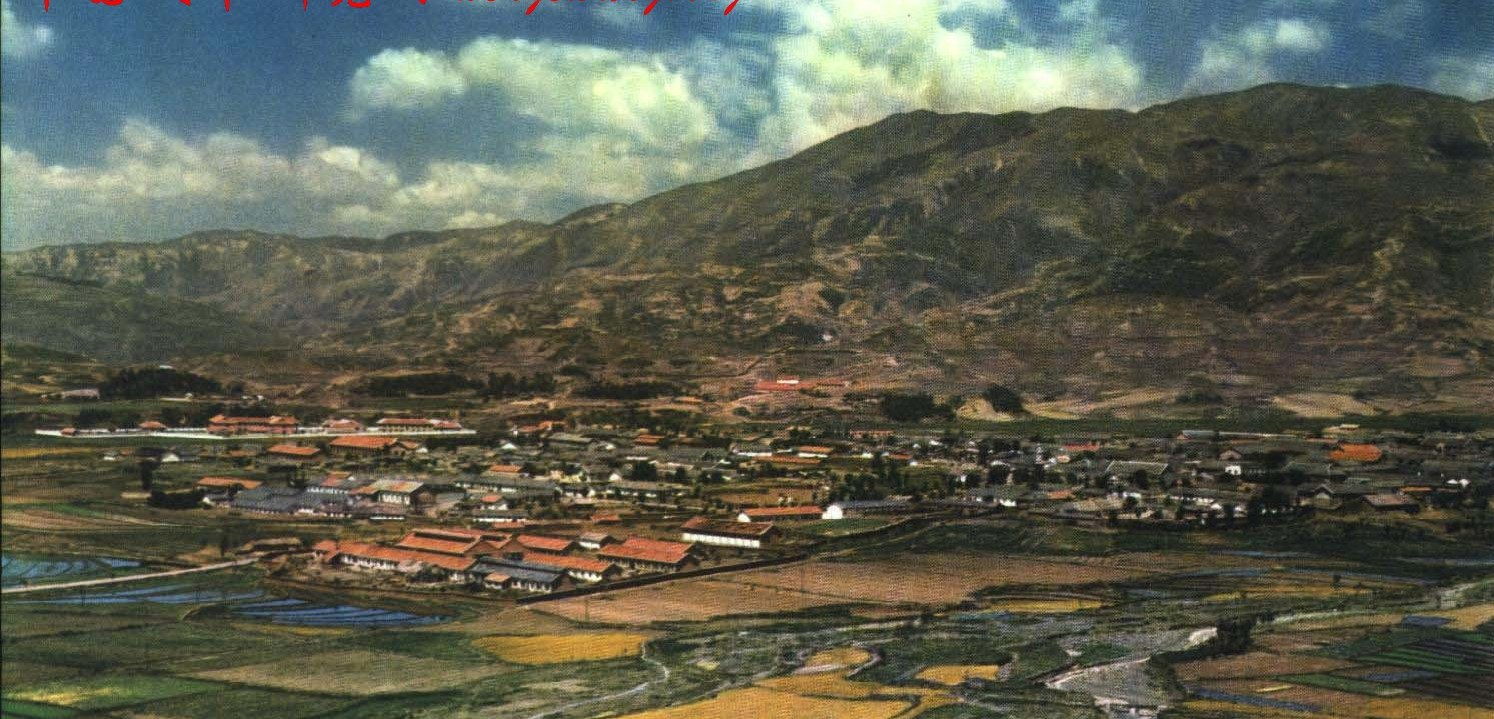
1964年 昭觉

昭觉县辖11个镇，9个乡：
新城镇、城北镇、竹核镇、谷曲镇、比尔镇、解放沟镇、三岔河镇、四开镇、地莫镇、古里镇、俄尔镇、美甘乡、博洛乡、特布洛乡、庆恒乡、补约乡、金曲乡、则普乡、日哈乡和哈甘乡。

## 交通
- 348国道过境。